# Московско-Академическая летопись
Московско-Академическая летопись (также Московско-Академический список Суздальской летописи) — древнерусская летопись, сохранившаяся в рукописи конца XV века, хранящейся в настоящее время в Российской государственной библиотеке. С конца XVI века и до 1917 года хранилась в Сергиевом Посаде, изначально в Троице-Сергиевой лавре, а потом в собрании Московской духовной академии при ней (отсюда название памятника).
Состав летописи сложен и может быть разделён на три основные части. Известия до 1205 года полностью совпадают с текстом Радзивилловской летописи, текст которой, в свою очередь, принадлежит к одной группе с текстом Лаврентьевской летописи, но существенно отличается в характере отдельных известий. Дальнейшие известия до 1237 года полностью совпадают с известиями за эти года Софийской I летописи старшей редакции (включая все описки данной рукописи). Остальной текст до октября 1418 года представляет собой краткие заметки. Обилие в них известий о ростовских архиереях и князьях, а также серьёзные идеологические расхождения с московским летописанием в трактовке некоторых вопросов (в частности, анти-татарского мятежа Андрея Ярославича в 1252 году, в результате чего владимирское княжение перешло к его брату Александру Невскому, или вокняжения во Владимире нижегородского князя Дмитрия Константиновича, а не малолетнего Дмитрия Донского), заставили А. А. Шахматова предположить в этой части Московско-Академической летописи свод ростовского архиепископа Ефрема. Я. С. Лурье, указывая, что Московско-Академическая летопись существенно расходится с Типографской летописью, безусловно отражающей ростовское архиерейское летописание, видит в ней сокращение княжеского ростовского летописания, возможно, с использованием суздальских летописей.
В контексте исследований, связанных с ПВЛ, текстологами выделяются 4 части:
Содержание: 
- Повесть временных лет (ок. 850 — 1110-е годы)
- Хроника Радзивиллов (1110-е — 1206)
- Первая Софийская летопись (только за 1206–1237 годы)
- Ростовская коллекция (1238 – 1418)

Московско-Академическая летопись издавалась только как приложение к изданиям Лаврентьевской летописи, с которой совпадает на протяжении своей первой части.